# Элии
Э́лии (лат. Aelii) — аристократический плебейский род в Древнем Риме. Его представители впервые упоминаются в IV веке до н. э. В 337 году один из Элиев, Публий Элий Пет, впервые стал консулом, в дальнейшем другие представители этой ветви рода занимали высшие должности Римской республики. Во II веке до н. э. появились Элии Тубероны, становившиеся народными трибунами и преторами; в 11 году до н. э. Квинт Элий Туберон достиг консулата. При Августе в состав римской аристократии вошли Элии Ламии.

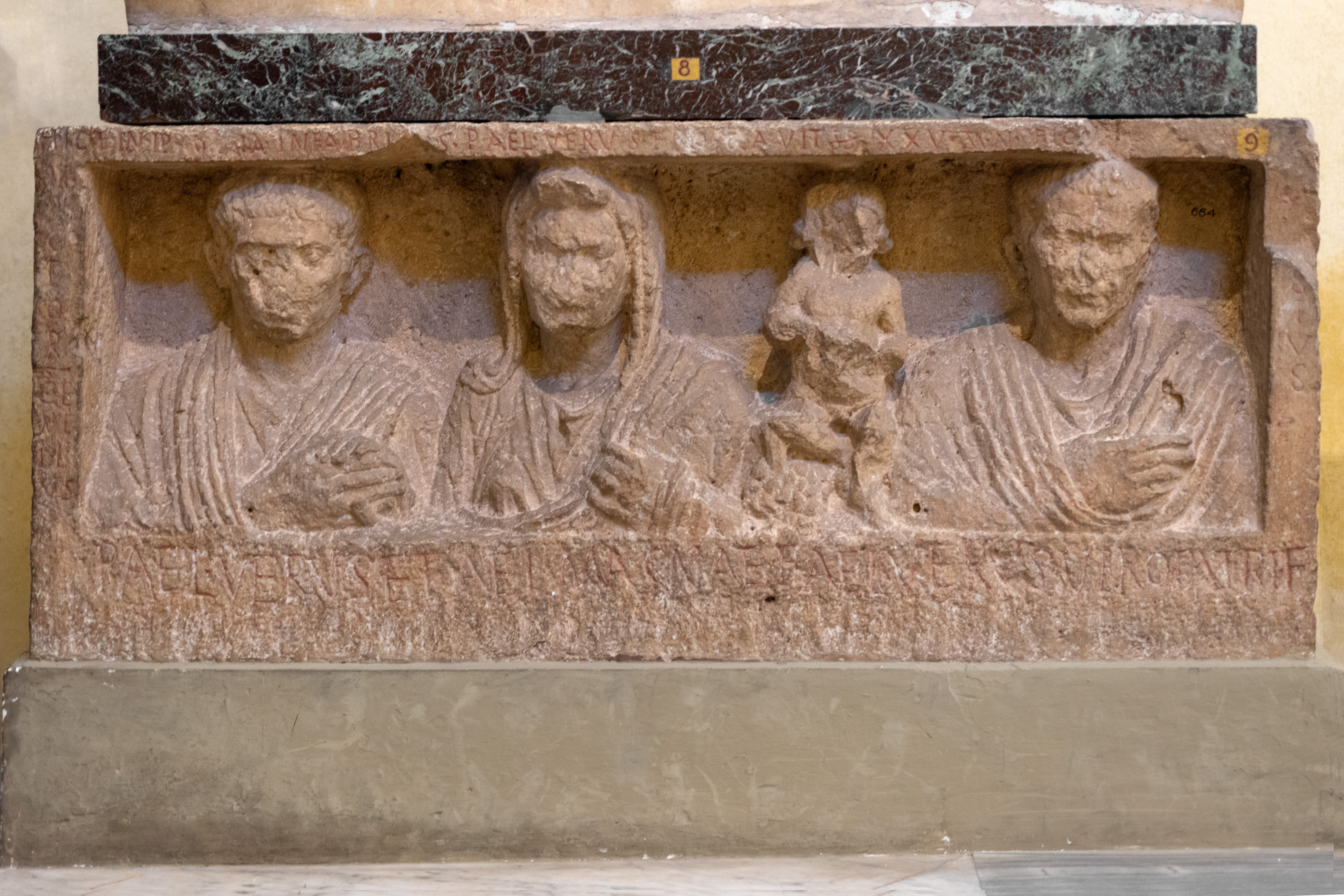
Могильный рельеф Элиев. Конец I века до н. э. Найден в 1807 году в винограднике Корси на Аппиевой дороге, могила Публия Элия Вера.

Публий Элий Адриан в 117 году н. э. стал императором. Он происходил из Испании и, по-видимому, не был связан родством с Петами, Туберонами и Ламиями. За время 20-летнего правления Адриана (117—138) номен Элий стал настолько распространённым, что фактически утратил изначальное значение как название рода. Его начали писать сокращённым, Ael(ius), подобно номенам Флавий и Аврелий.

## Известные представители рода
- Публий Элий Пет — консул 337 года до н. э.[3];
- Луций Элий Пет — плебейский эдил 296 года до н. э.;
- Гай Элий — народный трибун примерно в 285 году до н. э.;
- Квинт Элий Пет — понтифик, кандидат в консулы 216 года до н. э., проигравший выборы;
- Публий Элий Пет — консул 201 года до н. э.;
- Публий Элий Туберон — претор в 201 и 177 годах до н. э.[4];
- Секст Элий Пет Кат — консул 198 года до н. э.;
- Публий Элий Лиг — консул 172 года до н. э.;
- Квинт Элий Туберон — легат, зять Луция Эмилия Павла Македонского[5];
- Квинт Элий Пет — консул 167 года до н. э.[6];
- Квинт Элий Туберон — народный трибун примерно в 129 году до н. э., стоик;
- Квинт Элий Туберон — историк и юрист;
- Луций Элий Стилон Преконин — писатель и оратор;
- Луций Элий Туберон — историк, друг Цицерона;
- Квинт Элий Туберон — консул 11 года до н. э.;
- Секст Элий Кат — консул 4 года.
- Луций Элий Окулат — консул-суффект 85 года.